# Nederlandse Vakbond Varkenshouders
De Nederlandse Vakbond Varkenshouders (NVV) behartigt de belangen van Nederlandse varkenshouders.
De NVV is op 21 april 1994 officieel opgericht, nadat er in het jaar ervoor al verscheidene bijeenkomsten waren georganiseerd. De oprichters waren Wien van den Brink en Jos Roemaat, beiden zelf varkenshouder.
Net zoals in andere takken van de landbouw, was er begin jaren 90 grote onvrede over de belangenbehartiging door het Landbouwschap en de LTO, die destijds de rol van het Landbouwschap aan het overnemen was.
De NVV verwierf veel bekendheid en leden door acties zoals Actiecomité 100%, welke pleitte voor een volledige compensatie voor de boeren die getroffen waren door de overstroming in 1995 in het Gelderse rivierengebied, de actie in maart 1994 tegen de grenssluiting in Italië wegens een uitbraak van blaasjesziekte, een actie tegen afspraken gemaakt over de bestrijding van de ziekte van Aujeszky en verscheidene acties tegen het mestbeleid en de herstructurering van de varkenshouderij (1998-2002).

## Aujeszky
In december 2012 behaalde de NVV een belangrijk succes door de zogenoemde Aujeszky-procedure te winnen.
Na 15 jaar procederen over de Retributie Verordening ziekte van Aujeszky, die tussen 1993 en 1998 van kracht was, werd de Nederlandse Vakbond Varkenshouders (NVV) door de Sociaal Economische Raad in het gelijk gesteld. De leden van de NVV hebben hierdoor recht op in totaal 16 miljoen euro. De NVV voert momenteel nog een procedure om ook circa 9 miljoen euro wettelijke rente terug te vorderen. De 16 miljoen euro is inclusief wettelijke rente vanaf 2003. De NVV wil de wettelijke rente vanaf 1993 verrekend zien.
De verordening verplichtte varkenshouders in de jaren negentig te enten tegen de ziekte van Aujeszky. Volgens de NVV lagen de prijzen voor en na de periode onder het niveau van de prijzen in de periode 1993 tot 1998. Varkenshouders waren dus verplicht om tegen een hogere prijs te enten. Over de prijs, die door verschillende partijen waaronder medicijnfabrikanten en dierenartsen was vastgesteld, viel niet te onderhandelen.

## Duurzaam varkensvlees
De NVV voert onder andere actie tegen de weigering van Nederlandse supermarkten om financieel bij te dragen aan de verduurzaming van de varkenshouderij. Ook zet de NVV zich in om varkensproductie en daarmee varkensvlees de komende jaren te verduurzamen. Daarvoor is, samen met brancheorganisaties LTO, Nevedi (voerfabrikanten) en de Centrale Organisatie voor de Vleessector het Recept voor Duurzaam Varkensvlees geschreven.

## Producentorganisatie
De NVV is de voortrekker bij het oprichten van een producentenorganisatie. Aanleiding was de opheffing per 1 januari 2015 van het Productschap Vee en Vlees. De Producenten Organisatie Varkenshouderij moest voor 1 juli 2014 zijn opgericht en in het najaar erkend zijn door het Ministerie van Economische Zaken. Door het verkrijgen van de Algemeen verbindendverklaring kunnen zaken worden geregeld die van belang zijn voor de toekomst van de hele varkenssector. De nieuwe producentenorganisatie zal een deel van de uitvoering van de publieke taken op zich nemen zoals I&R varken, VVL, bloedonderzoek op KVP, Salmonella, Aujeszky, SVD, verantwoord antibioticagebruik en het onderzoek op verboden stoffen. Ook private taken zoals sectorcommunicatie en pr, praktijkonderzoek en innovatieprojecten moeten straks onder de POV komen te vallen. In 2018 zetten de NVV en LTO-varkenshouderij de laatste stappen om te fuseren tot de Producenten Organisatie Varkenshouderij.

## Voorzitters
Voorzitters na Wien van den Brink (1994-2002) waren: de Brabantse varkenshouders Willy van Gemert (2002-2006), Wyno Zwanenburg (2006-2013) en de Gelderse varkenshouder Bennie van Til (2013). Van Til trad zes maanden na zijn aantreden als voorzitter van de NVV af, wegens gezondheidsproblemen. 
Op 19 mei 2014 werd de 29-jarige Ingrid Jansen uit Den Haag gekozen tot de nieuwe NVV-voorzitter. Jansen is een dochter van Brabantse varkenshouders en werkte onder meer voor de VVD-fractie in de Tweede Kamer. Zij werkte met name voor Kamerlid en landbouwwoordvoerder Helma Lodders. Ingrid Jansen is niet alleen de eerste vrouwelijke voorzitter in de geschiedenis van de NVV, zij is ook de jongste voorzitter in de historie van de NVV en tevens de eerste voorzitter die niet zelf praktiserend varkenshouder is. 